# Hyodo Kento
Kento Hyodo (sinh ngày 19 tháng 9 năm 2000) là một cầu thủ bóng đá người Nhật Bản.

## Sự nghiệp câu lạc bộ
Kento Hyodo đã từng chơi cho Nagoya Grampus.